# Nicolas Roze (chevalier)
Pour l'abbé, compositeur et musicologue, voir Nicolas Roze (abbé). Pour les autres homonymes, voir Roze.
Nicolas Roze, plus connu sous le nom de Chevalier Roze, est né en 1675 et mort en 1733 à Marseille. Il se distingue en 1720 lors de l'épidémie de peste à Marseille.

## Biographie
Nicolas Roze est issu d'une famille de cultivateurs de Solliès. L'un de ses ancêtres, Antoine Roze, viendra s'établir à Marseille comme hôtelier en 1580. Ses descendants s'intéressent au domaine maritime, notamment comme charpentiers constructeurs de galères et patrons de barque. La rue du Petit Chantier perpétue le souvenir de l’emplacement de ce chantier, connu à l’époque sous le nom de l'« Isle de Roze ». Nicolas Roze est le fils de Firmin Roze et de Virginie Barthélémy.
Devenu armateur, il pratique à partir de 1695 le « nolis », c'est-à-dire l’affrètement, le courtage, l’armement de navire à partir d'un comptoir en Espagne, à Alicante fondé et dirigé par son frère aîné, Claude Roze, de toute évidence aussi doué pour les affaires que son frère cadet était aventureux. La même année, Nicolas Roze se marie avec Claire Amiel. Le couple aura trois enfants, une fille, Virginie, née le 5 juin 1696 qui deviendra religieuse, et deux garçons qui mourront jeunes.
Blessé pendant la Guerre de Succession d'Espagne, au cours de laquelle il avait levé une armée à ses frais pour défendre ses intérêts comme ceux de la France, Nicolas Roze rentre à Marseille. Louis XIV le nomme chevalier de l'ordre de Saint-Lazare, et lui attribue une pension de dix mille livres. Ce titre lui vaudra son surnom de « Chevalier Roze ».
À partir de 1716, il est vice-consul d’un comptoir sur la côte ouest du Péloponnèse aux côtés du consul Joseph Maillet. Il est chargé de la surveillance et de l'entretien des installations portuaires, du contrôle et de la protection du commerce mais aussi de faire face aux épidémies récurrentes.
Après le décès de Joseph Maillet, il ne s'entend pas avec son fils et successeur, Pierre Maillet. Les autorités de Marseille les rapatrient tous deux, notamment en vue de demander quelques explications à Pierre Maillet sur ses comptes, et au Chevalier Roze, d’éclaircir certains rachats de prisonniers pas toujours sujets du Roi de France. Pierre Maillet et Nicolas Roze embarquent tous deux sur l' « l’Hirondelle », pilotée par le Capitaine Segond, et arrivent à Marseille le 20 mai 1720. Cinq jours plus tard le « Grand Saint Antoine », piloté par le Capitaine Chataud, arrive en rade de Marseille porteur du bacille de la peste qui coûtera la vie à quelque 50 000 personnes, soit la moitié de la population en quatre ans.

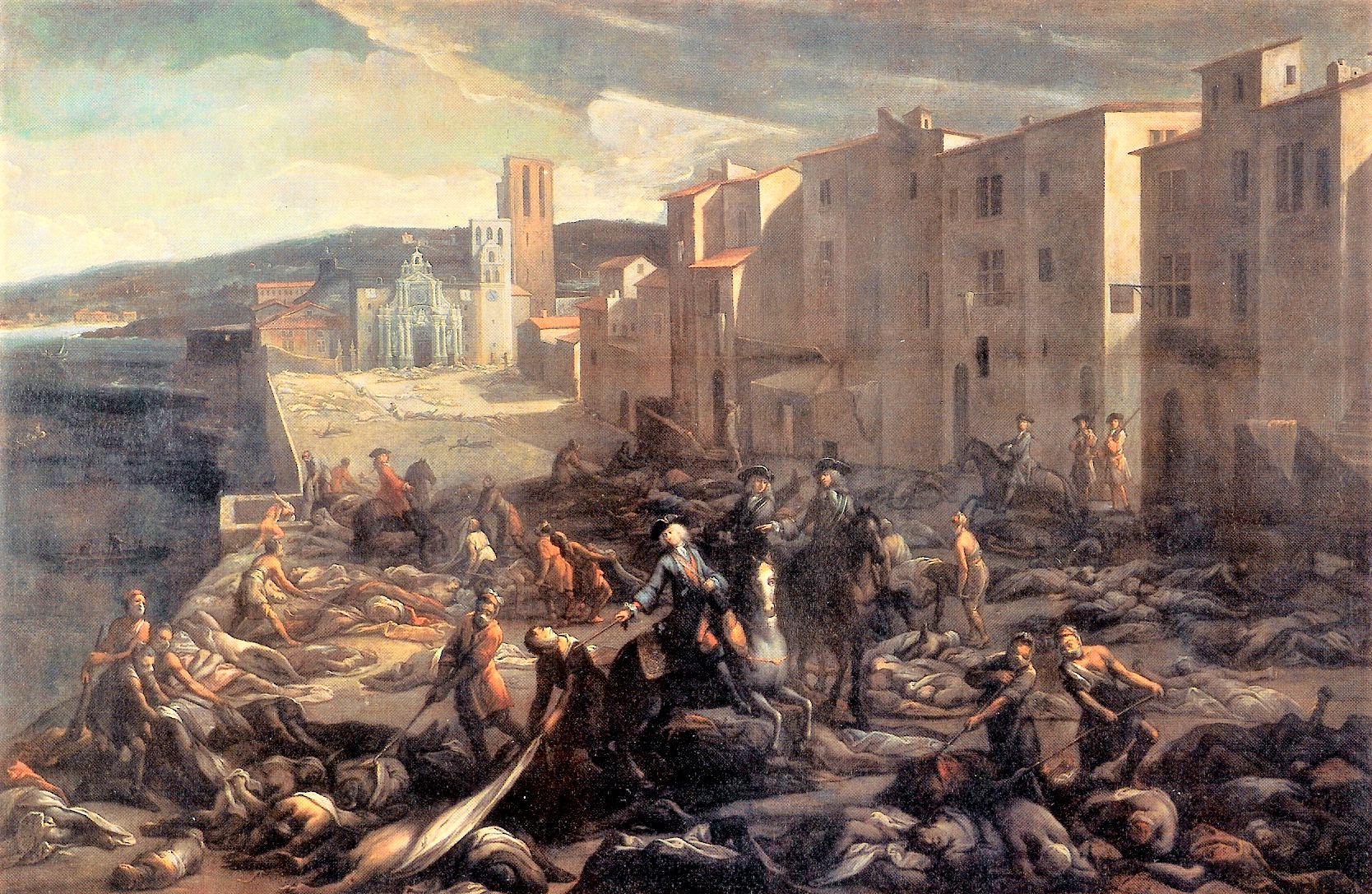
Le chevalier Roze déblayant la Tourette au plus fort de la peste. Peinture de Michel Serre

Devant l'épidémie de peste de 1720, Roze propose immédiatement son aide aux échevins. Du fait de l’expérience qu'il a acquise au Levant, il est nommé commissaire général pour le quartier de Rive-Neuve. Il boucle le secteur dont il a la charge en élaborant des postes de contrôle, fait même dresser une potence en vue de dissuader les pillards, fait creuser cinq grandes fosses destinées à recevoir les cadavres, convertit les voûtes de la Corderie en un hôpital pour abriter les malades atteints de la contagion, et procédera à la distribution des secours. Il organise aussi le ravitaillement de la ville.
Le 16 septembre 1720, Roze dirige une compagnie d'environ 150 soldats et forçats, les « corbeaux », équipés de tombereaux, de pinces et de râteaux, à enlever plus de mille deux cents cadavres amoncelés sur l'esplanade de la Tourette, un quartier pauvre du port. Les plus récents de ces cadavres sont vieux de trois semaines et les sources contemporaines les décrivent comme « présent[ant] à peine la forme humaine et dont les vers mettent les membres en mouvement ». En une demi-heure, les cadavres sont jetés dans les excavations des deux bastions, tout de suite comblées de chaux vive et de terre jusqu’au niveau de l’esplanade. 
Sur le total de 1 200 volontaires et forçats chargés de combattre la peste, il n’y eut que trois survivants. Le chevalier Roze fut lui-même atteint de la peste, mais il en réchappa (les chances de survie de la peste étant de 20 à 40 % en l'absence de traitement moderne).
Il fut nommé gouverneur de Brignoles en 1723.
Veuf après l'épidémie, le chevalier Roze se remarie à 47 ans avec Magdeleine Rose Labasset, 17 ans. Le couple réside dans un immeuble, rue Poids de la Farine, à deux pas de la Canebière. C'est là que Nicolas Roze s’éteignit le 2 septembre 1733.

## Commémoration
Son nom a été donné :

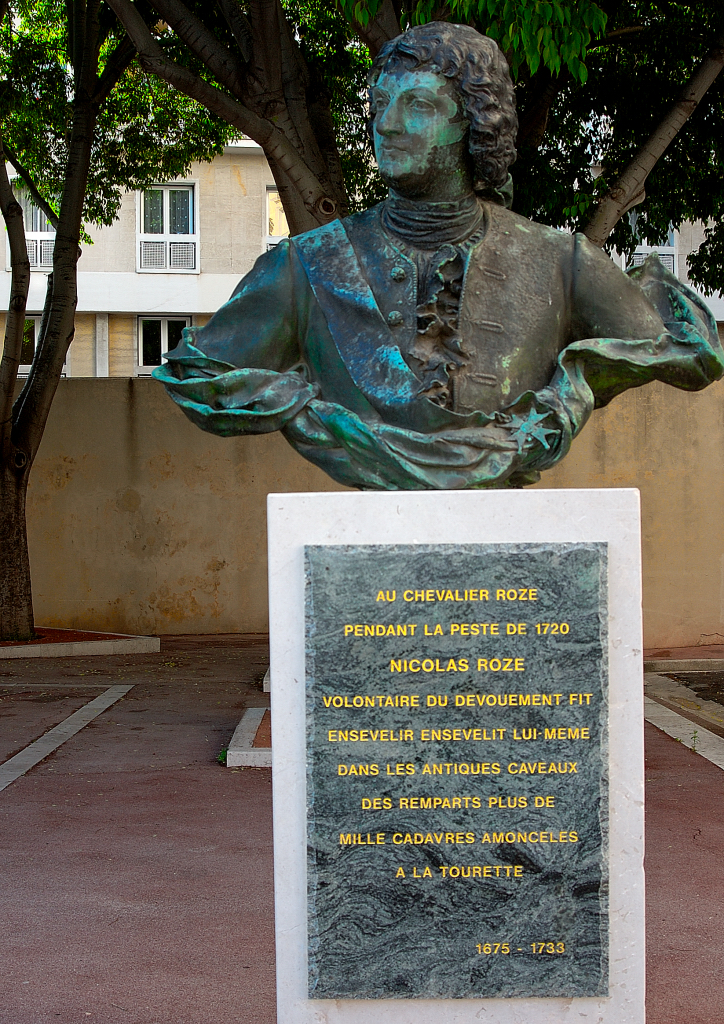
Buste du chevalier Roze à Marseille

- sur une rue du 2e arrondissement de Marseille ;
- au virage sud du stade Vélodrome, à Marseille.

Un buste en bronze signé Jean-Baptiste Hugues (1849-1930) avait été inauguré en 1886 sur l’Esplanade de la Tourette où le Chevalier Roze s’illustra. Ce buste fut déplacé derrière le Vieux-Port rue de la Loge  en 1936, transféré après la 2e guerre mondiale sur place Fontaine Rouvier puis sur l’île de Ratonneau, dans la cour de l'ancien Hôpital Caroline, ce dernier visant  à accueillir les voyageurs mis en quarantaine. Depuis mars 2017, le buste a retrouvé sa place initiale sur l'esplanade de la Tourette.
Il est cité dans le roman de Victor Hugo Les Misérables.